# Retiże
Retiże (bułg. Ретиже) – rzeka w południowej Bułgarii, prawy dopływ Mesty w zlewisku Morza Egejskiego. Długość - 18,5 km, powierzchnia zlewni - 46 km², średni przepływ u ujścia - 1,33 m³/s. 
Powstaje z połączenia górskich potoków wypływających z górskich jeziorek na wschodnich zboczach szczytu Poleżan w górach Piryn. Płynie na wschód i uchodzi do Mesty koło wsi Kremen. Pięć małych elektrowni wodnych o łącznej mocy około 10 MW.